# جوزف آنتونی
جوزف آنتونی (انگلیسی: Joseph Anthony؛ ۲۴ مهٔ ۱۹۱۲ – ۲۰ ژانویهٔ ۱۹۹۳) یک هنرپیشه، و کارگردان اهل ایالات متحده آمریکا بود.